# Četrnaestero svetih pomoćnika
Četrnaestero svetih pomoćnika je naziv za skupinu svetaca kojima se u Katoličkoj Crkvi zajedno iskazuje štovanje. Vjeruje se kako je njihov zagovor djelotvoran kod raznih oboljenja. Među svete pomoćnike uvijek se ubraja i Marija Bogorodica kao kraljica mučenika i Pomoćnica kršćana.

## Povijest štovanja
Početak odavanja štovanja ovoj skupini svetaca vezan je za Njemačku pokrajinu Porajnje i datira u 14. stoljeće. Izvorni njemački naziv Vierzehn Nothelfer doslovno znači četrnaestero pomoćnika u nevolji te se smatra da je pojava ovog štovanja uvelike povezana s velikim epidemijama tog doba, poput kuge.
Među njima se nalaze i tri djevice mučenice:
| Sankt Margaretha mit dem Wurm, Sankt Barbara mit dem Turm, Sankt Catharina mit dem Radl, das sind die heiligen drei Madl. | Sveta Margareta sa zmajem, Sveta Barbara s tornjem, Sveta Katarina s kotačem, to su tri svete djeve. |

Kako su i ostali svetci dodavani ovoj skupini, zajedno su bili prikazivani u kršćanskoj umjetnosti. Štovanje ovih svetaca često je počelo u samostanima koji su posjedovali njihove relikvije. Svi svetci osim sv. Egidija podnijeli su mučeničku smrt. 
Zbog toga što svaki od ovih svetaca ima svoj zasebni spomendan, Četrnaestero svetih pomoćnika se u nekim područjima slavilo 8. kolovoza, ali taj običaj nije nikad postao dio Općega rimskog kalendara. Nakon revizije tog kalendara 1969., zasebni spomendani sv. Barbare, sv. Katarine Aleksandrijske, sv. Kristofora i sv. Margarete Antiohijske bili su izostavljeni, ali papa Ivan Pavao II. je ponovno uveo u rimski kalendar sv. Katarinu Aleksandrijsku kao neobavezni spomendan.

## Popis svetih pomoćnika
| svetac | svetac                  | nadležnost | napomena |
| 1      | Akacije Armenski        | pomoćnik kod tjeskobe, glavobolje i straha od smrti | Predvodnik deset tisuća vojnika mučenika koji su zbog kršćanske vjere po nalogu cara Hadrijana (117. – 138.) razapeti na planini Ararat. |
| 2      | Egidije opat            | pomoćnik za dobru ispovijed i zaštitnik dojilja | Jedini u ovoj skupini koji nije bio mučenik. Utemeljitelj je benediktinskog samostana sv. Egidija u Provansi (franc. Saint Gilles). |
| 3      | Barbara iz Nikomedije   | zaštitnica umirućih, pomoćnica kod groma i opasnosti požara, zaštitnica rudara, vojnika topnika, vatrogasaca, radnika u ljevaonicama, arhitekata i geologa | Prema legendi bila je zatočena u tornju, okrutno zlostavljana te joj je otac odrubio glavu. |
| 4      | Blaž iz Sebaste         | pomoćnik kod bolesti grla, ulkusa, kuge, zaštitnik stoke i zanatlija | Po zanimanju je bio liječnik, kasnije biskup Sebaste (Armenija, danas Sivas u Turskoj), pogubljen 316. godine. Zaštitnik je grada Dubrovnika. |
| 5      | Kristofor               | nosač Isusa Krista, pomoćnik kod nepripravljene smrti, spasitelj od raznih opasnosti, zaštitnik putnika, zaziva se protiv epilepsije, nevremena i tuče (krupe, gräda), gladi, kuge, zubobolje i ružnih snova, zaštitnik strijelaca, vozača i moreplovaca, radnika u tiskari, vratara, voćara i povrtlara | U srednjem vijeku se prikaz sv. Kristofora mogao naći na ulazima u crkve i na gradskim vratima, radi vjerovanja da onaj tko pogleda lik tog svetca taj dan neće umrijeti i da može putovati bilo kamo, jer će ga sv. Kristofor zaštiti. Zaštitnik je otoka Raba.                                                                |
| 6      | Cirijak                 | pomoćnik u iskušenju i u smrtnom času | Kao đakon pogiba mučeničkom smrću za vrijeme progona kršćana u Rimu 305. godine. |
| 7      | Dionizije Pariški       | pomoćnik kod glavobolje, bjesnoće, duševnih nemira i patnji | Kao misionar dolazi u Galiju i postaje prvi biskup Pariza. Tamo mu je za kaznu odsječena glava te je prema legendi u rukama nosio vlastitu glavu do mjesta gdje je kasnije uzdignuta opatija St. Dénis. |
| 8      | Erazmo                  | pomoćnik kod tjelesnih boli, grčeva, bolesti probavnog trakta te se zaziva kod porođaja i bolesti životinja, zaštitnik je pomoraca | Bio je žrtva dioklecijanovih progona te su mu 303. godine po nalogu cara Maksencija rasporili trbuh te crijeva izvukli vitlom. Prema legendi Erazma je prilikom putovanja brodom zadesila grmljavinska oluja. Erazmo se molio Bogu i spasio brod od potapljanja, od kuda potječe naziv za fenomen poznat kao vatra svetog Elma. |
| 9      | Eustahije               | pomoćnik u teškim životnim trenucima i kod žalosti, izvorno je bio zaštitnik lovaca | Zapovjednik pretorijanske garde, podnosi mučeničku smrt pod carem Hadrijanom između 120. – 130. godine. |
| 10     | Juraj                   | zagovara ga se kod ratne opasnosti, groznice, kuge, za lijepo vrijeme i zaštitnik je domaćih životinja | Kao rimski vojnik radi kršćanske vjere doživi mučeničku smrt. Prikazuje ga se kako svladava zmaja. U počecima kršćanstva zmaj je simbolizirao zlo, što se u prenesenom značenju odnosilo na poganstvo. |
| 11     | Katarina Aleksandrijska | zaštitnica djevojaka, djevica i supruga, pomoćnica kod bolesti jezika i govornih mana, zaštitnica je učenih i raznih zanata | Mučeništvo podnosi za vrijeme cara Maksencija, nakon jedne filozofske debate na kojoj je pridobila pedeset poganskih mudraca da prijeđu na kršćanstvo. Izvorno je trebala biti pogubljena na kotaču s oštricama no sprava se pred njom raspala te su joj mačem odrubili glavu.                                                  |
| 12     | Margareta Antiohijska   | zaštitnica žena na porodu te pomoćnica kod raznih povreda | Za vrijeme Dioklecijana obezglavljena. U sakralnoj umjetnosti često se prikazuje sa zmajem kao simbolom Sotone kojeg je pobijedila. |
| 13     | Panteleon               | zaštitnik liječnika i primalja | Sveti Pantaleon je bio liječnik. Nanesene povrede nisu mu mogle nauditi. Kad je privezan trnjem uz maslinu, bio je snažno udaran tako da su na mjestima gdje je potekla krv procvale ruže, ljiljani i ljubice. |
| 14     | Vid                     | pomoćnik kod duševnih bolesti | Mučen pod Dioklecijanom iz čijeg je sina izgnao zloduha. Nakon osude baciše ga lavovima i medvjedima koji ga ne htjedoše rastrgati. Zatim su ga ubacili u kotao vruće smole i rastopljenog olova, što mu također nije naudilo. Konačno su ga usmrtili na rastezaljci.                                                           |

## Dodatni pomoćnici
U nekim područjima bile su uobičajene zamjene sa sljedećim svetcima:
- sveti Rok
- sveti Nikola umjesto svetog Erazma
- Papa Siksto II. umjesto svetog Dionizija Pariškog
- sveti Hubert
- sveti Albert Veliki
- sveti Leonard iz Limogesa umjesto svetog Egidija

## U Hrvatskoj
U crkvi sv. Marije Jeruzalemske na Trškom vrhu nalazi se pobočni oltar posvećen ovim svetcima, djelo kipara Antuna Mersija. Svetci su rahlo povezani oblacima i snopovima zraka: Kristofor s Djetetom Isusom na ramenima, Leonard s okovima, Erazmo s vretenom, Blaž sa svijećom, Dionizije koji u rukama drži svoju odrubljenu glavu, rimski vojnika Ciriak, Juraj s kopljem, đakon Ahacije, Eustahije s jelenom, Egidije sa srnom i Vid s kotlom, a od svetica su zastupljene Katarina s kotačem, Barbara s kaležom i Helena s križem. Prigodom raznih obnova izmijenjen je izvorni redoslijed figura te su izgubljeni neki od izvornih svetačkih atributa ili su se našli u tuđim rukama. Pod skupinom svetaca kleče dva anđela koji nisu izvorno pripadali ovom oltaru, a na samom rubu okvira niše nalaze se sveti Dominik i sveta Katarina Sijenska, koji ikonografski također ovamo ne pripadaju.

## Vanjske poveznice
|  | Zajednički poslužitelj ima još gradiva o temi Četrnaestero svetih pomoćnika |

- Leksikon kršćanskih simbola
- Četrnaest svetih pomoćnika u seoskoj crkvi u Lindenhardtu (prema W. G. Sebaldu)